# (198971) Whitacre
(198971) Whitacre ist ein Asteroid des äußeren Hauptgürtels. Der Himmelskörper wurde vom US-amerikanischen Astronomen David J. Tholen am 31. Oktober 2005 am Mauna-Kea-Observatorium (IAU-Code 568) entdeckt, das sich auf dem Gipfel des 4200 Meter hohen Vulkans Mauna Kea auf der Insel Hawaii befindet.
In einer Einteilung von Asteroiden nach Asteroidenfamilien von David Nesvorný, Miroslav Brož und Valerio Carruba aus dem Jahre 2015 wird (198971) Whitacre der Themis-Familie zugerechnet, einer nach dem Asteroiden (24) Themis benannten Gruppe von Asteroiden. Die AstDyS-2-Datenbank weist dem Asteroiden keine Asteroidenfamilie zu.
(198971) Whitacre wurde am 13. April 2025 nach dem US-amerikanischen Komponisten und Dirigenten Eric Whitacre (* 1970) benannt. In der Widmung zur Benennung besonders hervorgehoben wurde seine Komposition Deep Field aus dem Jahre 2015, die durch die Aufnahme Hubble Deep Field inspiriert worden war.